# Марія Елеонора Ангальт-Дессауська
Марія Елеонора Ангальт-Дессауська (нім. Marie Eleonore von Anhalt-Dessau, 24 березня 1671 — 18 травня 1756) — принцеса Ангальт-Дессау з дому Асканіїв, донька князя Ангальт-Дессау Йоганна Георга II та нідерландської принцеси Генрієтти Катерини, дружина підчашия великого литовського Єжи Юзефа Радзивілла, 7-го Несвизького ордината, трокського воєводи.
Окрім часу нетривалого шлюбу (1687—1689), все життя провела в Дессау.

## Біографія
Марія Елеонора народилась 24 березня 1671 року в Дессау. Вона була сьомою дитиною та шостою донькою в родині князя Ангальт-Дессау Йоганна Георга II та його дружини Генрієтти Катерини Оранської. Мала старших сестер Єлизавету Альбертіну, Генрієтту Амалію та Луїзу Софію. Згодом в сім'ї з'явились син Леопольд і доньки Генрієтта Агнеса та Йоганна Шарлотта.

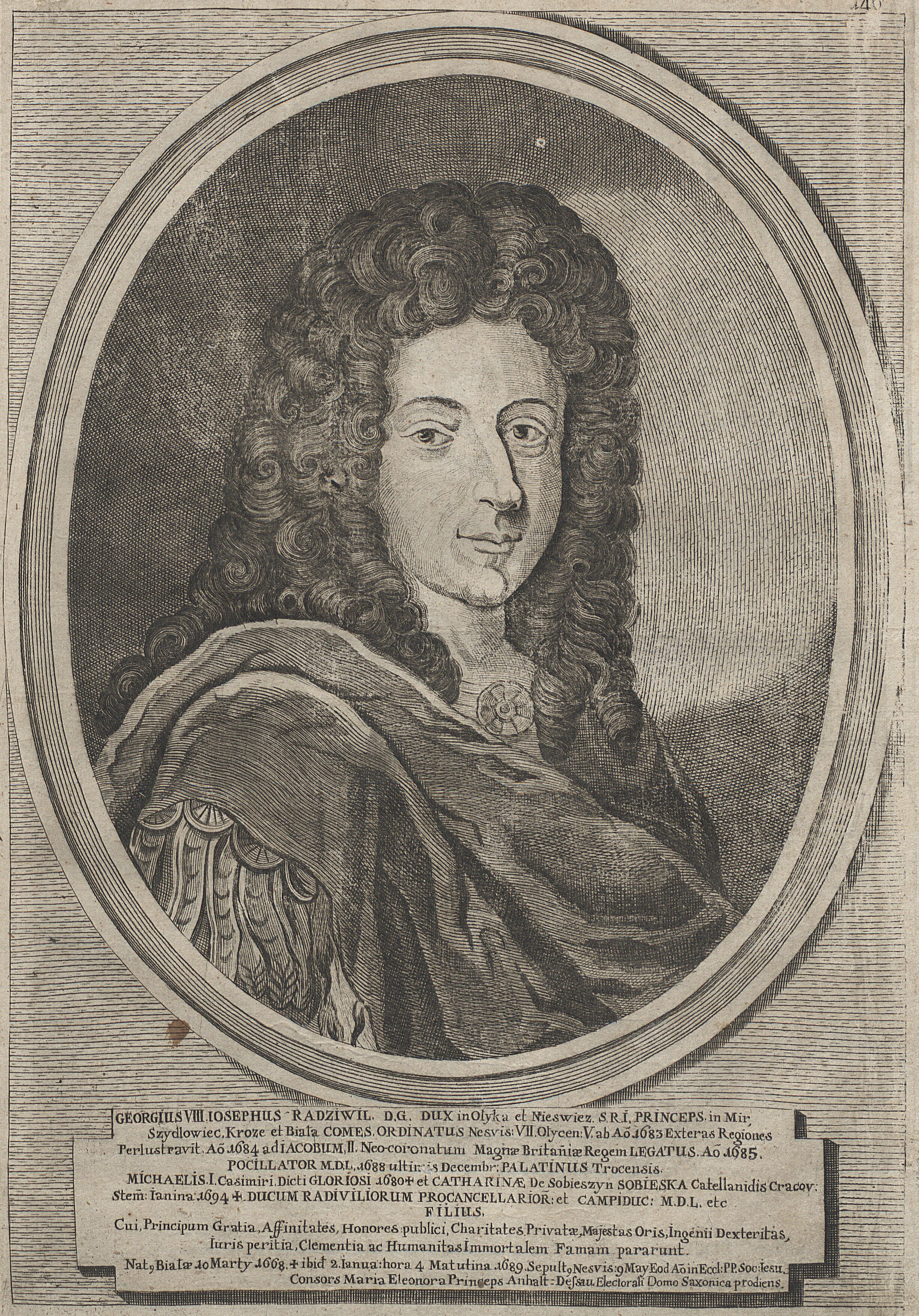
Єжи Юзеф Радзивілл

Наприкінці 1686 року руки принцеси просив шляхтич з роду Радзивіллів Єжи Юзеф. У 16 років Марія Елеонора була видана заміж за 19-річного підчашия великого литовського Єжи Юзефа Радзивілла. Наречений походив з несвизької лінії литовського магнатського роду Радзивіллів герба Труби й був 7-м несвизьким ординатом. Весілля відбулося 3 вересня 1687 року в Дессау. У листопаді подружжя прибуло до Бяли. У 1668 році у пари народилася єдина донька,  яка померла невдовзі після народження.
До володінь чоловіка, окрім несвизької ординації, входили Олика, Кореличі, Ішколдь, Греськ, Сморгонь, Бєлиничі, Калінка, Турна з Коритницею, Раковець та інші містечки. Родина мала будинки у Варшаві та Празі й палаци у Гродно та Вільні. Незважаючи на великі статки, Єжи Юзеф перебував у скрутному матеріальному становищі через зобов'язання виплат батьківського боргу у розмірі 2 мільйонів злотих. Наприкінці грудня 1688 року він став трокським воєводою, однак за кілька днів раптово помер. Марія Елеонора після цього повернулася на батьківщину.
Певний час вона мешкала з батьками, братом та молодшими сестрами. Літньою резиденцією слугував палац Оранієнбаум. Батько Марії Елеонори помер у серпні 1693 року. Матір надалі виконувала функції регентки країни та займалася благодійністю. У 1698 році вона передала правління Леопольду. Пішла з життя у листопаді 1708, заповівши донькам, у тому числі й Марії Елеонорі, велику колекцію нідерландського живопису. 
Принцеса пережила всіх своїх братів і сестер. Її не стало за часів правління внучатого небожа Леопольда III Фрідріха Франца, 18 травня 1756 року. Похована у крипті церкви Святої Марії в Дессау.

## Родина
Чоловік — Єжи Юзеф Радзивіл, герба Труби, 7-й ординат Несвізький
Діти:
- Катажина Генрієтта (нар. та пом. 1688) — померла невдовзі після народження.